# Instituto Geográfico Nacional José Joaquín Hungría Morell
El Instituto Geográfico Nacional José Joaquín Hungría Morell es la agencia cartográfica nacional de República Dominicana, con sede en la ciudad de Santo Domingo. 
Se encarga de formular las políticas y acciones públicas en geografía, cartografía y geodesia, así como de elaborar y gestionar la cartografía oficial del país y el archivo nacional de datos geográficos.
Creado mediante la ley 208 del 3 de junio de 2014, el instituto está adscrito al Ministerio de Economía, Planificación y Desarrollo.